# Yoma pavonia
Yoma pavonia är en fjärilsart som beskrevs av Mathew 1887. Yoma pavonia ingår i släktet Yoma och familjen praktfjärilar. Inga underarter finns listade i Catalogue of Life.